# Clima continental con influencia mediterránea
El clima continental con influencia mediterránea o simplemente clima continental mediterráneo (Ds) es un clima continental que al igual que el clima mediterráneo posee veranos secos. Posee inviernos helados y por lo general es un clima de montaña donde se presentan estepas y bosques de coníferas. No debe confundirse con el clima mediterráneo continentalizado.
Posee generalmente influencia mediterránea debido a que es común que se encuentre en latitudes similares a las regiones de clima mediterráneo, de tal manera que indirectamente recibe la humedad proveniente de la componente oceánica de las costas occidentales, la cual lleva la humedad en invierno hasta alcanzar cordilleras y demás tierras altas.
De acuerdo con la clasificación climática de Köppen-Geiger, se clasifica como Ds y se localiza, al igual que otros climas continentales, principalmente en el hemisferio norte; encontrándose en cordilleras occidentales de Norteamérica, cordilleras subtropicales de Asia menor y Asia Central, Andes australes de Sudamérica y zonas subárticas de Norteamérica y Siberia.

## Subtipos
- Clima continental mediterráneo templado cálido (Dsa): Clima continental de montaña de verano cálido y seco que se ubica en latitudes subtropicales-mediterráneas. Se le encuentra principalmente en tierras altas de Turquía, Irán (Zagros), Afganistán, Tayikistán y Kazakistán (Cordillera del Pamir).

- Clima continental mediterráneo hemiboreal (Dsb): Clima de montaña de verano moderado que se asocia frecuentemente al clima Dsa, pero a mayor altura que aquel. Se ubica en las mismas regiones que Dsa, sumándose las tierras altas occidentales del Oeste de Estados Unidos, como la Cordillera de las Cascadas y la Meseta del Columbia. También se encuentra en montañas de España (Sistema Central), Marruecos (Alto Atlas), Grecia y Kirguistán.

- Clima continental con influencia mediterránea subártico o subalpino (Dsc): Clima de verano breve y seco que puede ser un clima subalpino en áreas filo-mediterráneas como la Sierra Nevada (España), al oeste de Norteamérica, Andes de Chile y Argentina; y en la cordillera asiática del Pamir. Por otro lado, es un clima subártico en Alaska, noroeste de Canadá y noreste de Siberia. Un dato curioso es que la zona donde ocurrió el accidente del Vuelo 571 de la Fuerza Aérea Uruguaya, conocido como el "Milagro de los Andes," pertenece al clima Dsc. Este clima subalpino se caracteriza por veranos cortos y secos que permiten el deshielo estacional. Aunque este lugar está cerca de la clasificación ETH (tundra alpina) debido a su gran altitud, la influencia del Dsc es lo que hizo posible el deshielo que ayudó en la eventual localización de los sobrevivientes.

- Clima hipercontinental de verano seco (Dsd): Clima subártico extremo de invierno muy severo situado en pequeñas áreas virtualmente deshabitadas de Siberia. El único pueblo cercano a este clima es Siktyakh, en Yakutia.